# История городов и сёл Украинской ССР
«История городов и сёл Украинской ССР» (укр. «Історія міст і сіл Української РСР») — энциклопедическое издание об истории городов и сёл Украины, состоящее из 26 томов.

## История
29 мая 1962 года было подписано постановление ЦК КПУ № 16 / 18-3 «Об издании „Истории городов и сёл Украинской ССР“». Эта энциклопедия была первой фундаментальной исторической работой, каждый том которой освещал историю населённых пунктов отдельных областей Украины. В энциклопедии описаны все населённые пункты Украины, которых на то время насчитывалось почти 40 тысяч.
Важное место в сборе материалов для написания очерков о городах и сёлах принадлежит областным государственным архивам, музеям, краеведческим научно-исследовательским учреждениям. Немалую роль в этом сыграли и научные библиотеки, где наиболее полно сосредоточена краеведческая литература. Работу по созданию энциклопедии возглавляла Государственная историческая библиотека УССР, которая, совместно с Институтом истории АН УССР, разработала методические рекомендации по организации работы областных библиотек по оказанию помощи авторам «Истории городов и сёл…», работу архивистов возглавлял на министерском уровне А. Г. Митюков.
Историография истории Украины содержит значительное количество работ, посвящённых написанию этого фундаментального коллективного труда. В них раскрывается функционирование Главной редакционной коллегии издания (главный редактор — П. Т. Тронько), результаты и значение сотрудничества учёных и общественности.
Кроме украинского издания «Истории городов и сёл Украинской ССР», также было выпущено второе издание - на русском языке.
В современной Украине был поставлен вопрос о переиздании «Истории городов и сёл Украинской ССР» в новой редакции (с изменениями и дополнениями). Работа по подготовке издания к печати возложена на Национальный союз краеведов Украины.

## Награды
Издание было отмечено Государственной премией СССР в области науки и техники в 1976 году.

## Аналоги
Аналогами данной энциклопедии являются труды Филарета (Гумилевского), посвящённые Харьковской и Черниговской епархиям, Эдварда Руликовского и Лаврентия Похилевича, посвящённые Киевской губернии, увидевшие свет в XIX в.

## Тома

### Издания на украинском языке
1. Історія міст і сіл Української РСР: Київ. — К.: Головна редакція УРЕ АН УРСР, 1968.
2. Історія міст і сіл Української РСР: Вінницька область. — К.: Головна редакція УРЕ АН УРСР, 1972. — 630 с.
3. Історія міст і сіл Української РСР. Волинська область. — К.: Головна редакція УРЕ АН УРСР, 1970. — 745 с.
4. Історія міст і сіл Української РСР. Дніпропетровська область. — К.: Головна редакція УРЕ АН УРСР, 1969. — 959 с.
5. Історія міст і сіл Української РСР. Донецька область. — К.: Головна редакція УРЕ АН УРСР, 1970. — 992 с.
6. Історія міст і сіл Української РСР. Житомирська область. — К.: Головна редакція УРЕ АН УРСР, 1973. — 727 с.
7. Історія міст і сіл Української РСР. Закарпатська область. — К.: Головна редакція УРЕ АН УРСР, 1969. — 810 с.
8. Історія міст і сіл Української РСР. Запорізька область. — К.: Головна редакція УРЕ АН УРСР, 1970. — 765 с.
9. Історія міст і сіл Української РСР. Івано-Франківська область. — К.: Головна редакція УРЕ АН УРСР, 1971. — 639 с.
10. Історія міст і сіл Української РСР. Київська область / Ф. М. Рудич (голова ред. колегії) та ін. — К.: Головна редакція УРЕ АН УРСР, 1971. — 792 с.
11. Історія міст і сіл Української РСР. Кіровоградська область. — К.: Головна редакція УРЕ АН УРСР, 1972. — 816 с.
12. Історія міст і сіл Української РСР. Кримська область. — К.: Головна редакція УРЕ АН УРСР, 1974. — 833 с.
13. Історія міст і сіл Української РСР. Луганська область. — К.: Головна редакція УРЕ АН УРСР, 1968. — 939 с.
14. Історія міст і сіл Української РСР. Львівська область. — К.: Головна редакція УРЕ АН УРСР, 1968. — 980 с.
15. Історія міст і сіл Української РСР. Миколаївська область. — К.: Головна редакція УРЕ АН УРСР, 1971. — 772 с.
Головна редакційна колегія: Тронько П. Т. (голова головної редколегії), Бажан М. П., Білогуров М. К., Білодід І. К., Гудзенко П. П., Дерев’янкін Т. І., Компанієць І. І. (заступник голови головної редколегії), Кондуфор Ю. Ю., Королівський С. М., Кошик О, К., Мітюков О. Г., Назаренко І. Д., Овчаренко П. М., Пількевич С. Д., Ремезовський Й. Д. (заступник голови головної редколегії), Слабєєв І. С. (відповідальний секретар головної редколегії), Цілуйко К. К.
Редакційна колегія тому: Васильєв В. О. (голова редколегії), Агєєв Ю. М., Антоненко В. Й, Бородатий В. П., Бриль К. М., Гостєв І. О., Гусєва А. Й., Журавель А. Л., Кравченко М. В., Куляс П. П., Курносов Ю. О., Людковський Ш. С., Мущинський П. Д., Нем’ятий В. М. (заступник голови редколегії), Сірош А. І., Шараєв Л. Г., Шарафанов М. Г., Яркін М. П. (відповідальний секретар редколегії).
16. Історія міст і сіл Української РСР. Одеська область. — К.: Головна редакція УРЕ АН УРСР, 1969. — 911 с.
17. Історія міст і сіл Української РСР. Полтавська область. — К.: Головна редакція УРЕ АН УРСР, 1967. — 352 с.
18. Історія міст і сіл Української РСР. Ровенська область. — К.: Головна редакція УРЕ АН УРСР, 1973.
19. Історія міст і сіл Української РСР. Сумська область. — К.: Головна редакція УРЕ АН УРСР, 1967. — 695 с.
20. Історія міст і сіл Української РСР. Тернопільська область. — К.: Головна редакція УРЕ АН УРСР, 1973. — 370 с.
21. Історія міст і сіл Української РСР. Харківська область. — К.: Головна редакція УРЕ АН УРСР, 1966. — 1086 с.
22. Історія міст і сіл Української РСР. Херсонська область. — К.: Головна редакція УРЕ АН УРСР, 1971.
Головна редакційна колегія: Тронько П. Т. (голова головної редколегії), Бажан М. П., Білогуров М. К., Білодід І. К., Гудзенко П. П., Дерев’янкін Т. І., Компанієць І. І. (заступник голови головної редколегії), Кондуфор Ю. Ю., Королівський С. М., Мітюков О. Г., Назаренко І. Д., Овчаренко П. М., Пількевич С. Д., Ремезовський Й. Д., Скаба А. Д. (заступник голови головної редколегії), Слабєєв І. С. (відповідальний секретар головної редколегії), Цілуйко К. К., Шевченко Ф. П.
Редакційна колегія тому: О. Є. Касьяненко (голова редколегії), М. М. Авдальян, П. М. Балковий, П. Є. Богданов, О. С. Ведмідь (заступник голови редколегії), П. Г. Власенко (відповідальний секретар редколегії), І. І. Гайдай, М. Й. Давидов, М. А. Даниленко (заступник голови редколегії), А. П. Дяченко, О. І. Катушкіна, П. П. Кир’ян, О. Н. Корольова, М. Ф. Лисенко, І. Д. Ратнер, І. Х. Рой, П. Т. Цвелих.
23. Історія міст і сіл Української РСР. Хмельницька область. — К.: Головна редакція УРЕ АН УРСР, 1971. — 707 с.
24. Історія міст і сіл Української РСР. Черкаська область. — К.: Головна редакція УРЕ АН УРСР, 1972. — 788 с.
Головна редакційна колегія: Тронько П. Т. (голова головної редколегії), Бажан М. П., Білогуров М. К., Білодід І. К., Гудзенко П. П., Дерев’янкін Т. І., Компанієць І. І. (заступник голови головної редколегії), Кондуфор Ю. Ю., Королівський С. М., Мітюков О. Г., Назаренко І. Д., Овчаренко П. М., Пількевич С. Д., Ремезовський Й. Д., Скаба А. Д. (заступник голови головної редколегії), Слабєєв І. С. (відповідальний секретар головної редколегії), Цілуйко К. К., Шевченко Ф. П.
Редакційна колегія тому: Стешенко О. Л. (голова редколегії), Гольцев Є. М., Горкун А. І., Дудник О. М., Зайцев М. С., Звєрєв С. М., Зудіна Г. М., Коваленко В. Я., Кузнецов С. М., Курносов Ю. О., Непийвода Ф. М., Степаненко А. О., Тканко О. В. (заступник голови редколегії), Храбан Г. Ю., Червінський О. А. (відповідальний секретар редколегії), Шпак В. Т.
25. Історія міст і сіл Української РСР. Чернігівська область. — К.: Головна редакція УРЕ АН УРСР, 1972. — 697 с.
26. Історія міст і сіл Української РСР. Чернівецька область. — К.: Головна редакція УРЕ АН УРСР, 1969. — 706 с.

### Издания на русском языке
1. История городов и сёл Украинской ССР: Киев. — Ин-т истории АН УССР. Гл. редкол.: П. Т. Тронько (пред.) и др. — К.: Глав. ред. Украинской Сов. Энциклопедии, 1982. — 622 с.
2. История городов и сёл Украинской ССР: Винницкая область. — Ин-т истории АН УССР. — К.: Глав. ред. Украинской Сов. Энциклопедии.
3. История городов и сёл Украинской ССР: Волынская область. — Ин-т истории АН УССР. — К.: Глав. ред. Украинской Сов. Энциклопедии.
4. История городов и сёл Украинской ССР: Ворошиловградская область. — Ин-т истории АН УССР. Ред. коллегия: Шараев Л. Г. (пред.) [и др.], 1976. — 727 с.
5. История городов и сёл Украинской ССР: Днепропетровская область. — Ин-т истории АН УССР. Редкол.: Васильев И. В. (пред.) [и др.]. — К.: Глав. ред. Украинской Сов. Энциклопедии, 1977. — 838 с.
6. История городов и сёл Украинской ССР: Донецкая область. — Ин-т истории УССР. Ред. коллегия: Ерхов Г. П. (пред.) [и др.] — К.: Глав. ред. Украинской Сов. Энциклопедии, 1976. — 811 с.
7. История городов и сёл Украинской ССР: Житомирская область. — Ин-т истории АН УССР. — К.: Глав. ред. Украинской Сов. Энциклопедии.
8. История городов и сёл Украинской ССР: Закарпатская область. — Ин-т истории АН УССР. Редкол. т. Семенюк Н. Н. (предс.) и др. — К.: Глав. ред. Украинской Сов. Энциклопедии, 1982. — 611 с.
9. История городов и сёл Украинской ССР: Запорожская область. — Ин-т истории АН УССР. Редкол. тома: Петрыкин В. И. (пред. редкол.) и др. — К.: Глав. ред. Украинской Сов. Энциклопедии, 1981. — 726 с.
10. История городов и сёл Украинской ССР: Крымская область. — Ин-т истории АН УССР. Гл. редкол.: П. Т. Тронько (пред.) и др. — К.: Глав. ред. Украинской Сов. Энциклопедии, 1974. — 624 с.
11. История городов и сёл Украинской ССР: Львовская область. — Ин-т истории АН УССР. Редкол.: Яремчук Д. А. (пред.) [и др.]. — К.: Глав. ред. Украинской Сов. Энциклопедии, 1978. — 795 с.
12. История городов и сёл Украинской ССР: Николаевская область. — Ин-т истории АН УССР. Редкол.: Васильев В. А. (председатель) и др. — К.: Глав. ред. Украинской Сов. Энциклопедии, 1981. — 710 с.
13. История городов и сёл Украинской ССР: Одесская область. — Ин-т истории АН УССР. Редкол.: А. П. Чередниченко (пред.); А. Д. Бачинский, Г. Д. Зленко[укр.] [и др.] . — К.: Глав. ред. Украинской Сов. Энциклопедии, 1978. — 866 с.
14. История городов и сёл Украинской ССР: Сумская область. — Ин-т истории АН УССР. Гл. редкол.: П. Т. Тронько (пред.) и др. — К.: Глав. ред. Украинской Сов. Энциклопедии, 1980. — 698 с.
15. История городов и сёл Украинской ССР: Харьковская область. — Ин-т истории АН УССР. Редкол.: Сероштан Н. А. (пред.) [и др.]. — К.: Глав. ред. Украинской Сов. Энциклопедии, 1976. — 722 с.
16. История городов и сёл Украинской ССР: Херсонская область. — Ин-т истории АН УССР. Гл. редкол.: П. Т. Тронько (пред.) и др. — К.: Глав. ред. Украинской Сов. Энциклопедии, 1983. — 667 с.
17. История городов и сёл Украинской ССР: Черниговская область. — Ин-т истории АН УССР. Гл. редкол.: П. Т. Тронько (пред.) и др. — К.: Глав. ред. Украинской Сов. Энциклопедии, 1983. — 815 с.